# Duncote
Duncote – osada w Anglii, w hrabstwie Northamptonshire, w dystrykcie (unitary authority) West Northamptonshire. Leży 13 km na południowy zachód od miasta Northampton i 95 km na północny zachód od Londynu.